# In the Deep
In the Deep è un singolo del gruppo musicale statunitense Alter Bridge, pubblicato il 12 settembre 2019 come quarto estratto dal sesto album in studio Walk the Sky.

## Descrizione
Si tratta del terzo brano del disco e alterna sezioni ritmate e veloci con altre più melodiche.

## Video musicale
In concomitanza con il lancio del singolo, il gruppo ha reso disponibile un lyric video per il brano attraverso il proprio canale YouTube.

## Tracce
1. In the Deep – 3:50
2. Take the Crown – 4:47
3. Pay No Mind – 4:16
4. Wouldn't You Rather – 3:49

## Formazione
Gruppo
- Myles Kennedy – voce, chitarra, strumenti ad arco, tastiera, programmazione
- Mark Tremonti – chitarra, voce
- Brian Marshall – basso
- Scott Phillips – batteria

Altri musicisti
- Michael "Elvis" Baskette – strumenti ad arco, tastiera, programmazione

Produzione
- Michael "Elvis" Baskette – produzione, missaggio
- Jef Moll – ingegneria del suono, montaggio digitale
- Josh Saldate – assistenza tecnica
- Brad Blackwood – mastering